# Grace Kelly (canção)
"Grace Kelly" é uma canção do cantor Mika sendo assim o segundo single do seu álbum Life In Cartoon Motion lançado em 2007. A música é uma das mais conhecidas de Mika.

## Tema
Foi escrita sendo uma sátira aos músicos que mudam o seu estilo para serem mais populares sendo assim influenciados pelas suas gravadoras. Mika afirmou que a música foi inspirada em um momento horrível com o director executivo de uma companhia discográfica. O verso "So I try a little Freddie" é uma referência ao vocalista da banda Queen, Freddie Mercury a quem a voz de Mika é frequentemente comparada e Mika escreveu "Grace Kelly" justamente como uma forma de expressar sua individualidade.
Numa ocasião Mika admitiu que a harmonia principal do single foi retirada da famosa ária Largo al factotum da ópera O Barbeiro de Sevilha de Gioacchino Rossini.
A música foi bastante reproduzida em canais de clipes e rádios tendo também um grande impacto na mídia mundial:
A banda Alemã, Die Ärzte re-gravou a canção em seu primeiro EP, Zu schön, um wahr zu sein!
Rory Bremner gravou uma paródia para ilustrar os problemas do primeiro-ministro Gordon Brown.
Scott Mills representando Mika cantou a letra do hit em um trote para uma agência imobiliária.

## Clipe
O clipe de "Grace Kelly" foi dirigido por Sophie Muller e estrelou Mika e Holly Muller. O vídeo foi filmado no início de novembro de 2006 e foi nomeado para vários prêmios ao redor de todo o mundo. A introdução instrumental no vídeo é um trecho da versão acústica da canção que se encontra em determinadas versões do álbum.
O clipe começa com Mika tocando um piano com uma garota de vestido claro sob ele e ao longo do clipe várias pessoas vão aparecendo até que no final fazem juntos uma festa no que seria uma casa ou um quarto.

## Crítica
A música recebeu críticas altamente positivas dos críticos de sites e jornais.
About.com escreveu a seguinte resenha sobre o hit:
"Grace Kelly é um dos singles de estreia mais ousados dos últimos anos por um artista pop em uma grande gravadora."
Bill Lamb do site About.com deu à canção 4,5  de 5 estrelas elogiando a audácia de Mika em criticar uma industria da qual ele dependeria. A letra segundo o critico do site descreve uma tentativa de canalizar o espírito da atriz Grace Kelly com um toque de Freddie Mercury completando assim que o single é escandalosamente irresistível como um pop contagiante.

## Lista de músicas
Australian CD Single
1. "Grace Kelly" – 3:08
2. "Grace Kelly" (Linus Loves Radio Edit) – 3:20
3. "Over My Shoulder" – 4:44
4. "Grace Kelly" (Video)

UK CD Single
1. "Grace Kelly" – 3:08
2. "Grace Kelly" (Linus Loves Radio Edit) – 3:20
3. "Over My Shoulder" – 4:44

Limited Edition 7" Vinyl
1. "Grace Kelly" – 3:07
2. "Satellite" – 4:15

UK 12" Vinyl
1. "Grace Kelly" (Linus Loves Full Vocal Remix) – 6:46
2. "Grace Kelly" (Linus Loves Dub Remix) – 6:40
3. "Grace Kelly" (Tom Neville Full Vocal Remix) – 6:48
4. "Grace Kelly" (Tom Neville Dub Remix) – 7:08